# Grewia bracteata
Grewia bracteata är en malvaväxtart som beskrevs av Albrecht Wilhelm Roth. Grewia bracteata ingår i släktet Grewia och familjen malvaväxter. Inga underarter finns listade i Catalogue of Life.